# Cape Cross
Cape Cross (afrikansko Kaap Kruis; nemško das Kreuz Kaap; portugalsko Cabo da Cruz) je majhen rt v južnem Atlantiku na Obali okostij v zahodni Namibiji ob avtocesti C34 okoli 60 kilometrov severno od Henties Baya in 120 km severno od Swakopmunda. 

## Zgodovina
Portugalski pomorščak in raziskovalec Diogo Cão je leta 1484 po nalogu kralja Ivana II. pri iskanju morske poti v Indijo in Moluko (začimbni otoki) napredoval proti jugu v neodkrite regije vzdolž zahodne obale Afrike. Pri tem je izbral nekaj posebno izstopajočih točk in jih zahteval za Portugalsko. Nanje je postavil kamnite križe s portugalskim grbom, imenovane padrão.
Na svojem prvem potovanju, verjetno leta 1482, je dosegel kraj, ki ga je imenoval Monte Negro (Črna gora), zdaj se imenuje Cabo de Santa Maria, približno 150 km jugozahodno od današnjega mesta Benguela v Angoli.
Na svojem drugem potovanju med letoma 1484 in 1486 je Cão januarja 1486 dosegel Cape Cross in bil prvi Evropejec, ki je obiskal to območje. Na tem potovanju je šel okoli 1400 km dlje kot prvič. Znano je, da so postavili dva padrãosa na območjih zunaj svojega prvega potovanja, enega v Monte Negru in drugega pri Cape Crossu. Sedanje ime kraja izhaja iz oznake za padrão. Danes lahko najdemo na Cape Crossu dve repliki teh prvih križev.
Cãova prva odprava je trajala le šest let, na koncu druge odprave je le dve leti pred Bartholomeujem Diasom, leta 1488, uspešno obkrožil Rt dobrega upanja kot prvi evropski raziskovalec.

## Padrão
Prvotni padrão na Cape Crossu je bil odstranjen leta 1893, ko ga je kapitan korvete Gottlieb Becker, poveljnik SMS Falke nemške mornarice, odnesel v Berlin. Na njegovo mesto je bil postavljen preprost lesen križ, ki ga je čez dve leti zamenjala kamnita replika.
Ob koncu 20. stoletja je bil, zahvaljujoč zasebnim donacijam, postavljen nov križ, bolj podoben izvirniku, zato sta zdaj tam dva križa.
Napis na padrãu se v prevodu glasi:
| “ | V letu 6685 po stvarjenju sveta in 1485 po Kristusovem rojstvu je briljantni, daljnovidni portugalski kralj Ivan II. naložil Diogu Cãou, vitezu svojega dvora, naj odkrije to deželo in postavi tam ta padrão. | ” |

## Rezervat kapskih morskih medvedov
Danes je Cape Cross zavarovano območje, ki ga je vlada Namibije razglasila pod imenom Cape Cross Seal Reserve. Rezervat je dom ene največjih kolonij kapskih morskih medvedov (Arctocephalus pusillus) na svetu.
Cape Cross je ena od dveh glavnih lokacij v Namibiji (druga je v Lüderitzu), kjer morske medvede lovijo delno za prodajo kož in delno za zaščito staleža rib. Gospodarski učinek morskih medvedov na ribolovne vire je sporen: medtem ko je študija vlade ugotovila, da kolonije porabijo več rib, kot jih lahko ulovi celotna tamkajšnja ribiška industrija, je družba Seal Alert Južne Afrike ocenila manj kot 0,3 % izgube komercialnega ribolova. 